# Серпуховский автомобильный завод
ПАО «Серпуховский автомобильный завод» («СеАЗ») — машиностроительное предприятие в Серпухове Московской области, до 2010 года специализировалось на производстве и реализации автомобилей «Ока», а ранее и «СМЗ».
На 2011 год производство комплектных автомобилей было остановлено, производятся только запчасти для автомобилей «Ока».

## История
В 1914 году при деревне Скрылья в Серпуховском уезде на средства дворянки Александры Ивановны Коншиной планировалось создание храма, больницы и богадельни для престарелых и неизлечимо больных, в том числе и бывших рабочих её мужа, мануфактурного фабриканта Коншина. Однако в следствии Первой мировой войны и двух Революций здания так и не были закончены и пятнадцать лет простояли в строительных лесах. Лишь в 1929 году было принято решение достроить комплекс, создав в нём трудовую колонию НКВД для несовершеннолетних правонарушителей. Воспитанники колонии изготавливали здесь станки для шлифовки тракторных клапанов, токарные патроны, слесарный инструмент и алюминиевые ложки. 
В 1939 году колония была ликвидирована, а её территория и строения использованы для создания Серпуховского мотоциклетного завода (СМЗ) по постановлению Экономсовета при СНК СССР № 428 «Об организации производства малолитражных мотоциклов» за 9 мая 1939 года, подписанным Л. И. Микояном. Программа выпуска заводом мотоциклов: 1939 год — 300 шт., 1940 г. — 8000 шт., 1941 г. — 15000 шт., то есть полная проектная мощность. ВрИО завода — А. К. Потапов. Однако база вновь созданного предприятия, частично состоявшая из прежнего оборудования, нуждалась в ремонте и дооснащении. Параллельно этому с 1940 года началось опытное изготовление мотоциклов МЛЗ. Дальнейшему развитию предприятия помешала война. В 1941 году большая часть производства была эвакуирована, но уже после победы под Москвой на мощностях предприятия был организован вначале ремонт трофейных мотоциклов, а позже[когда?] сборка мотоциклов "Индиан" и "Харлей-Дэвидсон" из комплектов, поставляемых по Ленд-лизу из США. С 1944 по 1946 годы предприятие изготавливало запасные части для советских мотоциклов АМ-600. 
В 1946 году завод был подчинен вновь образованному Всесоюзному научно-исследовательскому институту мотоциклетной промышленности (ВНИИмотопром), созданному здесь же, в Серпухове. Предприятие стало базой для этого института, производя опытные мотоциклетные двигатели. В конце 1940-х годов ВНИИМотопром начинает работу над созданием мотоциклетной коляски для инвалидов. Ею становится трехколесная мотоколяска С-1Л. С 1952 года начинается её производство на Серпуховском мотоциклетном заводе. В последующем предприятие стало единственным в СССР производителем мотоциклетных колясок для инвалидов, и выпускало мотоколяски до 1997 года.
1995 год: Производство автомобиля «Ока» окончательно переносится на «Серпуховский мотоциклетный завод» (СМЗ), а завод был переименован в «Серпуховский Автомобильный Завод» (СеАЗ).
Мощности предприятия позволяли выпускать до 25 тысяч автомобилей в год. По данным «АСМ-Холдинг», максимальный объём производства СеАЗ (20 тыс. автомобилей) был достигнут в 2003 году.
В 2006 году завод приступил к выпуску модернизированного малолитражного автомобиля СеАЗ-11116. Основное отличие от ВАЗ-11113 — это более мощный трёхцилиндровый двигатель экологического класса Евро-2 и пятиступенчатая КПП. Однако из-за резкого роста цены с 3500 $ до 5300 $ спрос на данную версию «Оки» упал, производство сократилось ниже уровня рентабельности, а последнюю точку в деятельности предприятия поставил финансовый кризис 2008 года.
Ноябрь 2008 года: Остановка конвейера по сборке, но основная технологическая цепочка, включая гальваническое производство, оставались законсервированными до 2010 года. Производилось штучное изготовление автомобилей — пикапов на базе «Оки» из оставшихся запчастей и готовых кузовов.
2013 год — СеАЗ прекратил свое существование.
По состоянию на 2018 год, на территории бывшего завода расположен индустриальный парк «Серпухов».
Эмблема с буквами "Се" на автомобилях производства завода также скрывает силуэт павлина - символа Серпухова.

## Автомобили соцобеспечения

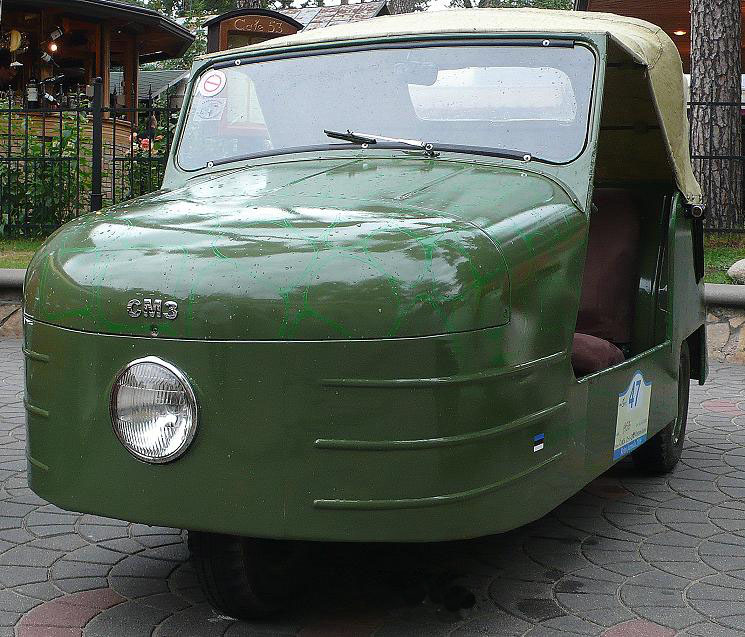
СМЗ С-1Л
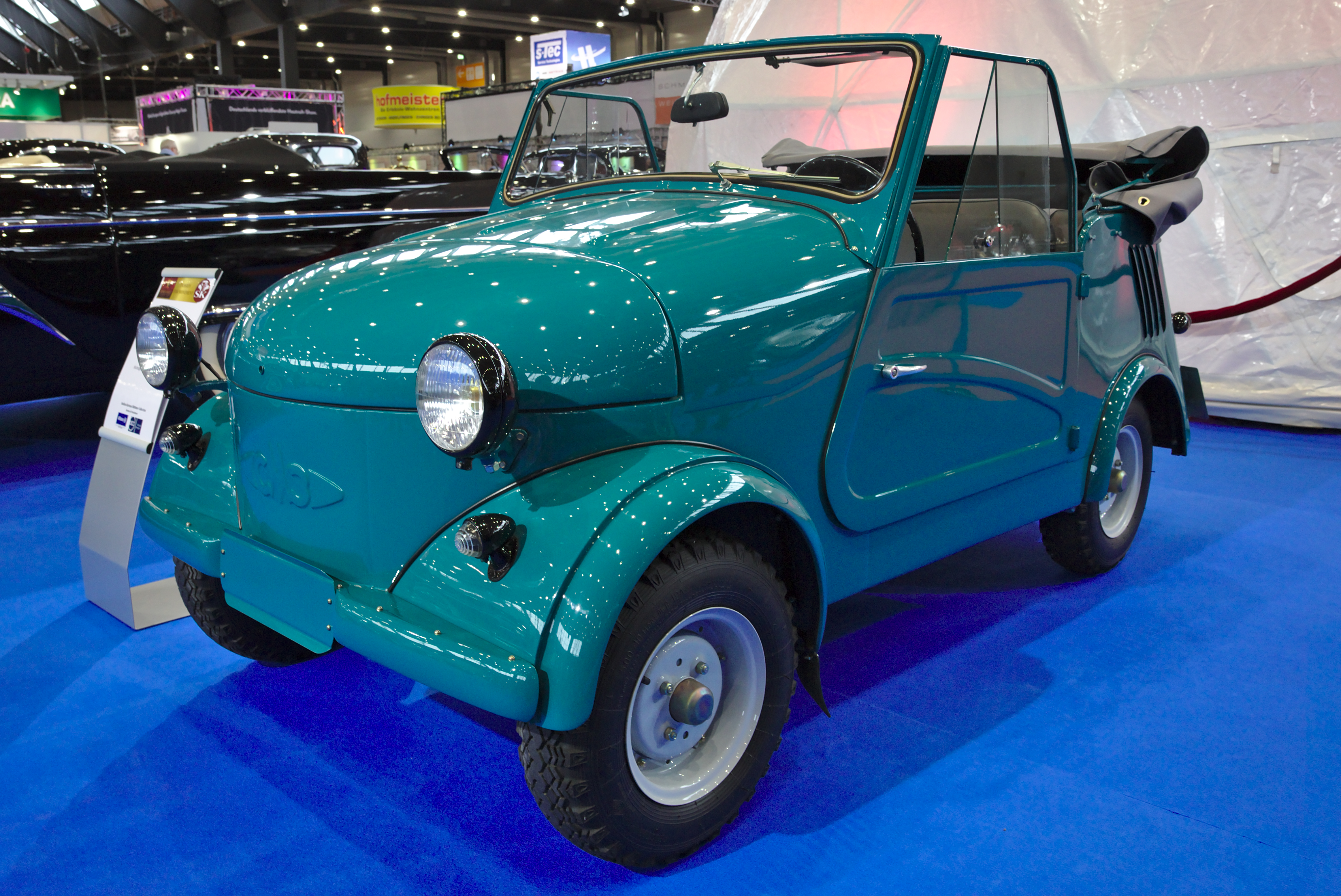
СМЗ С-3А
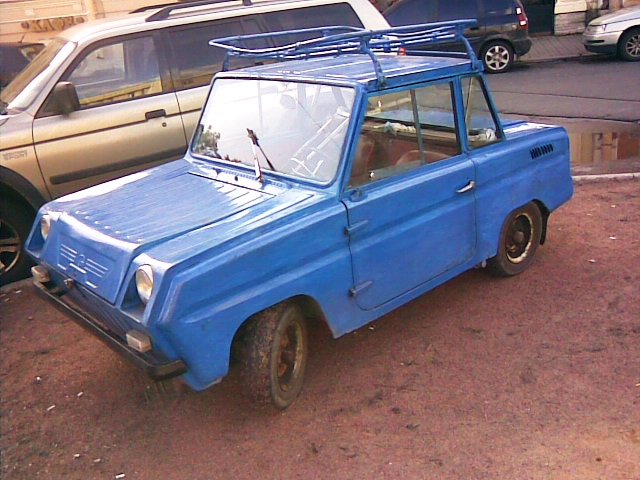
СМЗ С-3Д
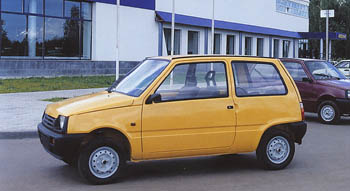
СеАЗ-1111